# Vale do Capão
O Vale do Capão é uma região entre montes, com uma extensão aproximada de 10 quilômetros, situada no distrito de Caetê-Açu (também chamado de "Capão") pertencente ao município brasileiro de Palmeiras, na região norte do Parque Nacional da Chapada Diamantina, região central do estado da Bahia.
O vale é formado entre imponentes cumes "que constituem as abas da estrutura geológica denominado Anticlinal do Pai Inácio", estendendo-se até o local conhecido como Gerais do Vieira, que o separa do Vale do Pati. A região contém três dos principais "morros testemunhos" da Serra do Sincorá, como são chamados geologicamente: o Morro do Camelo e o Pai Inácio ao norte do vale, e o Morrão nele situado, que formam um alinhamento.
O atendimento aos turistas é feita pela Associação dos Condutores de Visitantes do Vale do Capão (ACVVCa), que cobra uma taxa pelo acesso. Dentre as principais atrações do lugar estão, além do Morrão ("um local marcante na iconografia da região"), a imponente Cachoeira da Fumaça com uma altura de quase quatrocentos metros.